# Gotlandia
Gotlandia (en sueco: Gotland) es una isla de Suecia situada en el mar Báltico, al este de la península Escandinava y al norte de Polonia. Con 2.994 km², es la mayor isla del país, la mayor isla del Báltico y la 162ª isla del mundo.
Gotlandia también es una de las veintiuna provincias de Suecia (län) en que se divide el país. Tiene una única municipalidad (Gotland) y es la provincia menos poblada del país (57273 habitantes en 2007), de los que casi todos residen en la isla de Gotlandia. La municipalidad y la provincia tienen 3151 km² (3185 km² con lagos), porque hay unas islas pequeñas cerca de la isla de Gotland.
La principal población y sede del gobierno (en sueco länstyrelsen) de la provincia de Gotland está en la isla, Visby, una antigua ciudad hanseática fundada en el siglo X, y que fue declarada Patrimonio de la Humanidad en 1995.
Históricamente su población se ha dedicado a la agricultura, la ganadería y el comercio.

## Geografía
La isla de Gotlandia se encuentra 90 km al este de Suecia y 130 km al oeste del más cercano de los países bálticos, Letonia.
Gotlandia, como la isla sueca de Olandia y las islas estonas de Saaremaa y Hiiumaa, es una meseta de piedra caliza sin montañas. Las rocas que la componen son rocas sedimentarias del Silúrico, orientadas al sudeste. Las capas de las rocas sedimentarias silúricas, cuyo espesor oscila entre 200 y 500 m, cubren una capa de espesor mínimo (75-120 m) del Ordovícico. Estas rocas se depositaron en un mar cálido, poco profundo y salado, casi un continente ecuatorial.
El punto culminante de Gotlandia, Lojsta en el centro de la isla, está a sólo 83 m. Sin embargo, los acantilados de la costa occidental son a menudo bastante impresionantes.
Las partes norte y sur de la isla están dominadas por paisajes áridos, algunos de ellos de alvar (landas secas particulares de las islas de Olandia y Gotlandia), mientras que el centro de la isla es una de las zonas más fértiles de Suecia.
También hay pilares de piedra caliza llamados raukar, principalmente en el norte y sur de la isla. Los raukar están tallados por el mar y, en ocasiones, superan los 10 m de altura. La piedra caliza también es rica en fósiles.

## Flora y fauna
Gotlandia es conocido por la gran diversidad de fauna y flora, en particular con respecto a las aves y orquídeas. Se han establecido muchas reservas en la isla con el fin de preservar el medio ambiente.
La Gutefår, una raza de ovejas pequeñas y robustas, es la más antigua raza de ovejas en Suecia. La isla es conocida por su gran cantidad de ovejas, entre ellas la raza autóctona Gotlandsfåren (literalmente, "las ovejas de Gotland"). 
El 5 de diciembre de 1974, en la primera declaración de sitios Ramsar del país, fueron protegidas 4964 ha  (n.º ref. 21) de la costa oriental de la isla de Gotlandia.

## Historia
Junto con otras islas menores (Fårö, Karlsöärna y Gotska Sandön) constituían la provincia de Gotland, que comprendía la comarca sueca homónima. Aunque el término Gotland se utiliza en nuestros días, históricamente se la conoce en español como Gocia.
El pueblo godo tuvo aquí su origen y en su época Gotlandia fue un importante centro comercial del Báltico, relacionando los territorios rusos y orientales con el resto de Europa. Visby se convirtió en un importante puerto y una próspera ciudad rodeada de una gran muralla. Los Hermanos de las vituallas ocuparon la isla en 1394 y establecieron su cuartel general en Visby. A partir de 1500 el comerció decreció y Gotlandia pasó a ser una isla de poca importancia.
Son numerosos los edificios históricos que se conservan en la isla, como sus 93 iglesias medievales o los restos de la muralla de Visby. Se han descubierto brazaletes de oro y cascos de plata de la época vikinga, así como pinturas en cuevas y arpones de tiempos anteriores.
En 1969 se rodó en una de sus casas la internacionalmente famosa serie infantil de televisión Pippi Långstrump.